# Joachim S. Hohmann
Joachim Stephan Hohmann (* 19. August 1953 in Hünfeld; † 5. Juli 1999 in Wickers) war ein deutscher Schriftsteller, Pädagoge, Soziologe, Lyriker und habilitierter Hochschullehrer. Einen Namen machte er sich u. a. mit wissenschaftlichen Veröffentlichungen zu den Themen Homosexualität, Tsiganologie, Vorurteilsforschung, Gerontologie, Jugendforschung, Musiksoziologie und Geschichte des Deutschunterrichts. Außerdem gründete er im Verlag Peter Lang die Schriftenreihen „Beiträge zur Geschichte des Deutschunterrichts“ und „Studien zur Tsiganologie und Folkloristik“.

## Leben
Hohmann besuchte bis zur zwölften Klasse das Gymnasium in seiner Heimatstadt Hünfeld. Dort fiel er durch seinen besonderen Umgang mit der Sprache auf. Im Alter von 14 Jahren veröffentlichte er bereits in der heimatlichen Tageszeitung Berichte und Artikel zum Tagesgeschehen. Er brach das Gymnasium ab und wechselte zur Journalistenschule in München. In dieser Zeit erschien sein erster Gedichtband Mein Fisch Vulkan. Anschließend wurde er Chefredakteur bei der Lokalzeitung Bayerwald Echo in Furth im Wald. Danach wechselte er zur Dö-Werbung in Frankfurt/Main, war freier Mitarbeiter bei der Frankfurter Rundschau  und Redakteur bei der Saalepost  in Bad Neustadt an der Saale.
Über den zweiten Bildungsweg besuchte Hohmann ab Herbst 1975 die Fachhochschule Fulda und studierte dort u. a. die Schwerpunkte Behindertenpädagogik und Jugend- und Erwachsenenbildung. Sein Examen zum Diplom-Sozialpädagogen legte er nach nur fünf Semestern mit Auszeichnung ab.
In dieser Zeit war er Chefredakteur bei der Homosexuellenzeitung Mann und freier Mitarbeiter bei der Zeitschrift HIM. Seine staatliche Anerkennung zum Dipl. soz. päd. erlangte er nach einem Jahr an der Schule für Praktisch Bildbare in Marburg. Gleichzeitig immatrikulierte er sich an der Philipps-Universität Marburg für die Fächer Erziehungswissenschaft, Politikwissenschaft, Germanistik, Ethnologie und Soziologie. Mit der Prüfung bestand er das 1. Staatsexamen für das Lehramt an Gymnasien. In bemerkenswert kurzer Zeit promovierte er in Bremen mit einer erziehungswissenschaftlichen Dissertation zum Dr. phil. Sein 2. Staatsexamen für das Lehramt an Gymnasien legte er an der Freiherr-vom-Stein-Schule in Fulda ab.
An der Universität Gießen schrieb sich Hohmann danach ein, um die Lehrbefähigung für Haupt- und Realschulen zu erlangen. Außerdem promovierte er mit einer sozialwissenschaftlichen Arbeit zum Dr. rer. soc.
In der Folgezeit unterrichtete er an verschiedenen Schulen, u. a. Grundschule in Hünfeld, Hermann-Lietz-Schule in Bieberstein, Georg-Büchner-Gymnasium in Bad Vilbel, Fachschule in Paderborn, Gesamtschule in Bad Soden-Salmünster, Gymnasium in Schlüchtern, Gymnasium in Bad Hersfeld. An der Fachhochschule Fulda, Universität Marburg, Gesamthochschule Kassel, Universität Heidelberg und Universität in Dortmund nahm er verschiedene Lehraufträge in Germanistik, Sozialwissenschaften, Ethnologie und Kulturforschung wahr. Hinzu kamen zeitlich begrenzte Forschungsaufträge zu sozialgeschichtlichen und rechtsoziologischen Aspekten von Berufskrankheiten (1885–1936), zur Agrar- und Rassenpolitik im NS-Staat, zu Agrarsoziologie, zur Freizeitgestaltung, Ernährung und Hygienebewusstsein von Kindern und Jugendlichen.
Nach weiteren Staatsexamina und Diplomprüfungen habilitierte Hohmann im Fach Soziologie in Dortmund. Nach weiteren Lehraufträgen und Gastvorträgen wurde er 1993 als Professor für Soziologie an die Pädagogische Hochschule Weingarten berufen.
Sein Interesse galt immer schon seiner Heimat, der Rhön, und so gründete er den Heimatverlag „Rhön Verlag“, der sich ausschließlich mit Literatur aus der gesamten Rhön (Hessen, Bayern, Thüringen) beschäftigte. Dort erschienen zirka hundert Bücher sowie das Rhön-Spiel und die Rhön-Puzzle. Geleitet wurde der Verlag von seiner Frau Ingrid Hohmann.
Während seiner ganzen Schaffenszeit lag Hohmann die Lyrik immer am Herzen. Es erschienen in der Zeit von 1975 bis zum Tode 1999 circa 15 Gedichtbände und eine LP, die er mit eigenen Gedichten selbst besprach.
Er veröffentlichte unter Echtnamen und verschiedenen Pseudonymen wie etwa Angelo Leopardi auch Texte, Bücher und Sammelwerke mit Gastbeiträgen, so z. B. zum Thema Pädophilie:
- Pädophilie heute. Berichte, Meinungen und Interviews zur sexuellen Befreiung des Kindes. Foerster, Frankfurt am Main / Berlin 1980, ISBN 3-922257-10-0.
- als Angelo Leopardi: Das Knabenbrevier. Ein Lese- und Bilderbuch für Liebhaber des schöneren Geschlechts. Foerster, Berlin 1982, ISBN 3-922257-39-9.
- als Angelo Leopardi: Der pädosexuelle Komplex. Handbuch für Betroffene und ihre Gegner. Berlin / Frankfurt am Main 1988, ISBN 3-922257-66-6.[2]

Joachim S. Hohmann verstarb am 5. Juli 1999 nach längerer Krankheit an Krebs und hinterließ eine Ehefrau und vier Kinder.
Der Nachlass befindet sich in der Hochschul- und Landesbibliothek Fulda und kann bei Nachweis des wissenschaftlichen Interesses nach vorhergehender Anmeldung eingesehen werden.

## Schriften
- Schwule Poesie am Beispiel Ian Young. Achenbach, Lorrar 1978, ISBN 3-87958-794-9
- Männerfreundschaften. Die schönsten homosexuellen Liebesgeschichten der vergangenen siebzig Jahre. Frankfurt/Main, Foerster-Verlag, 1979.
- Im Pfauengarten. Gedichte. Foerster, Frankfurt/Main 1980.
- Homosexualität und Subkultur. Foerster, Frankfurt/Main 1984.
- Frauen und Mädchen in faschistischen Lesebüchern und Fibeln. Pahl-Rugenstein, Köln 1986.
- Geschichte der Sexualwissenschaft in Deutschland 1886–1933. Eine Übersicht. Foerster, Berlin 1987, ISBN 3-922257-57-7 [Anhang: Sexualforschung und -aufklärung im Bild].
- Landvolk unterm Hakenkreuz. Agrar- und Rassenpolitik in der Rhön. Ein Beitrag zur Landesgeschichte Bayerns, Hessens und Thüringens. 2 Bände. Lang, Frankfurt am Main u. a. 1992, ISBN 3-631-45093-1.
- Der „Euthanasie“-Prozess Dresden 1947: Eine zeitgeschichtliche Dokumentation. Lang, Frankfurt am Main u. a. 1993, ISBN 3-631-45617-4.
- als Angelo Leopardi: Handbuch der schwulen Lust. Foerster-Verlag, Offenbach/Main 1995, ISBN 3-922257-81-X.
- „Ihr Charakter ist ein Inbegriff von Schlechtigkeit und Leichtsinn.“ Zur Geschichte von Feindbildern in Deutschland. Metropol Verlag, Berlin 1995, ISBN 3-926893-06-0.
- Leben und Werk des Kriegs- und Heimatdichters Josef Magnus Wehner. Zeitdruck, Fulda 1998, ISBN 3-924789-12-6.

Herausgeber
- Der unterdrückte Sexus. Historische Texte zur Homosexualität. Achenbach, Lollar 1977. Von Johann Ludwig Casper u. a. Kommentare von Ernest Borneman u. a. Bibliografie nicht-belletristischer Bücher bis zum 20. Jahrhundert.
- Lesebuch. Homosexuelle Texte, Photos und Zeichnungen. Foerster Verlag, Frankfurt/Main 1979, ISBN 3-922257-01-1.
- Gemeinsam mit Roland Schopf u. a. (Hrsg.): Zigeunerleben. Beiträge zur Sozialgeschichte einer Verfolgung. 2. Auflage. Mit Fotografien von Paul Almásy. MS Edition, Darmstadt 1980, ISBN 3-921982-09-X.
- als Angelo Leopardi: Pädophilie heute – Berichte, Meinungen und Interviews zur sexuellen Befreiung des Kindes. Foerster, Frankfurt/Main 1980, ISBN 3-922257-10-0 (mit Beiträgen von Dagmar Döring und anderen).
- Keine Zeit für gute Freunde. Homosexuelle in Deutschland 1933–1969. Foerster, Berlin 1982, ISBN 3-922257-35-6.
- als Angelo Leopardi: Der pädosexuelle Komplex – Handbuch für Betroffene und ihre Gegner. Foerster, Berlin/Frankfurt 1988.
- Gemeinsam mit Reimar Gilsenbach (Hrsg.): Verfolgte ohne Heimat. Beiträge zur Geschichte der Sinti und Roma. Rosa-Luxemburg-Stiftung, Leipzig 1992, ISBN 3-932725-19-0.
- Gemeinsam mit Günther Wieland: Konzentrationslager Sachsenhausen bei Oranienburg 1939 bis 1944: Die Aufzeichnungen des KZ-Häftlings Rudolf Wunderlich. 2. Auflage. Peter Lang, Internationaler Verlag der Wissenschaften, Frankfurt 2015, ISBN 978-3-631-66528-2.